# 婦人公論.jp
婦人公論.jp（ふじんこうろんドットジェイピー）は、中央公論新社が運営する女性向けウェブメディアである。1916年創刊の雑誌『婦人公論』のブランドを冠しているが、編集体制は紙媒体とは異なる部署が担っている。

## 概要
『婦人公論.jp』は2019年4月に開設された、女性の生活に関する多様な記事を配信するオンラインメディアである。芸能ニュース、健康・医療、読者の体験談など幅広いジャンルを取り扱っている。

### 雑誌『婦人公論』との関係
『婦人公論』は1916年（大正5年）に創刊された雑誌であり、2023年に通巻1600号を迎えた。  
一方、『婦人公論.jp』はデジタル独自の編集体制のもと、速報性の高いニュースや独自取材を展開し、紙媒体の補完的役割も担っている。

## 編集部と組織
『婦人公論.jp』の編集部は中央公論新社の「雑誌・事業局 デジタル戦略部」に属し、雑誌『婦人公論』編集部とは分かれた体制で運営されている。現編集長の川口由貴は1999年に同社へ入社し、『婦人公論』編集部を経て、書籍編集やデジタルコンテンツ部門を担当した後、編集長に就任した。  
同編集部は「特集主義」と呼ばれる編集方針を導入し、紙媒体で扱うテーマをウェブ記事群でも展開する戦略をとっている。この戦略やLINE配信の活用により、開設から約3年で目標としていた月間1,000万PVを達成し、2021年5月には1,200万PVを記録した。

## 主なトピック
- 芸能・インタビュー
- 健康・医療・美容
- 家族関係（夫婦、親子、嫁姑）
- 介護・終活・看取り
- お金・家計・仕事
- 読者体験手記・占い・料理
- ジェンダー・社会問題・教養

## 読者層
2024年時点の月間平均PVは約1,864万、LINE公式アカウントの登録者は2025年7月時点で100万1989人に達している。  
読者の中心は30代後半から40代前半の女性であるが、20代や男性読者も一定数存在する。